# Xenia Monty
Ne doit pas être confondu avec Xenia de Monténégro.
Xenia Monty, née Gabrielle Montagne le 30 mars 1924 à Paris et morte après 1971, est une actrice et danseuse française des Folies Bergère, établie dans les années 1950 en Argentine où elle est devenue une figure populaire.

## Carrière

### Famille et jeunesse
Gabrielle Blanche Marie Cécile Montagne naît à Paris en 1924, fille de Gabriel Montagne, employé de commerce, et Catherine Gabrielle Laffitte, mécanicienne, son épouse. Elle a un frère aîné, Francis Honoré, né en 1911. 
La famille, installée 5, rue Bourgeois en 1926, est établie dans le quartier de La Berlingotte à Château, en Saône-et-Loire, en 1931,. Dans une interview accordée à Max Favalelli en 1950, Gabrielle Montagne déclare : « J'ai été élevée dans une affreuse petite ville thermale, Bourbon-Lancy, et je fus une écolière très indisciplinée, très turbulente. Je courais les champs, me gavais de mûres au creux des haies et je faillis être enlevée par un hobereau de la région qui ne parvint cependant pas à dompter la sauvageonne que j'étais alors. » Elle raconte avoir débuté chez des agents de publicité, comme coursière et occasionnellement dessinatrice de lettres. En 1935, elle se lance dans le croquis de mode.

### Carrière artistique
Devenue mannequin pour le couturier André Ledoux, Gabrielle Montagne est repérée en 1948 par le réalisateur Jean Boyer, qui la choisit pour jouer le rôle de Brigitte dans son film Une femme par jour, sorti l'année suivante. Elle adopte dès lors le pseudonyme de Xenia Monty, prétendant avoir avoir des origines russes par sa mère. Devenue une starlette, elle participe à différents concours de beauté, pose souvent en maillot de bain dans la presse et nue pour les peintres Pierre-Laurent Brenot et Louis Touchagues. Elle apparaît dans quatre films, dont la comédie musicale Les Nuits de Paris de Ralph Baum en 1951. 
En 1953, Xenia Monty, désormais danseuse la troupe des Folies Bergère, part en tournée aux côtés de May Avril, Christine Niky ou encore Claude Daltys. Le spectacle Folies de Paris, une sélection des principaux spectacles parisiens mise en scène par Michel Gyarmathy, est d'abord joué en Europe puis en Amérique du Sud,. En 1954, May Avril, Christine Niky et Xenia Monty décident d'abandonner la tournée pour signer des contrats locaux et s'établir à Buenos Aires,. 
Xenia Monty se produit dans de nombreuses revues, devenant une vedette du Teatro Maipo et du Teatro Tabarís (es) de Buenos Aires, ainsi qu'une célébrité au Chili où elle est la première artiste à se produire seins nus, avec la compagnie Bim Bam Bum, dirigée par l'homme d'affaires uruguayen Antonio Felis Peña, dit Buddy Day. En 1958, elle joue un dernier rôle au cinéma, celui d'une danseuse de cabaret française dans Amor prohibido (film) (es) de Luis César Amadori, une transposition du roman Anna Karénine dans l'Argentine des années 1950. 
Après une carrière d'une dizaine d'années,, elle cesse de se produire sur scène et s'adonne à la peinture, le quotidien argentin Crónica (es) continuant de rappeler chaque année son anniversaire,. 
On perd sa trace après 1971. 

## Spectacles
(liste non exhaustive)
- 1953 : Tartempion de Marcel E. Grancher et Frédéric Dard[22]
- 1953 : Folies de Paris, Folies Bergère

## Filmographie
- 1949 : Une femme par jour de Jean Boyer : Brigitte
- 1949 : Maya de Raymond Bernard
- 1951 : Les Mémoires de la vache Yolande d'Ernst Neubach
- 1951 : Boîte de nuit d'Alfred Rode : Régine
- 1951 : Les Nuits de Paris de Ralph Baum : Nicole
- 1958 : Amor prohibido (film) (es) de Luis César Amadori et Ernesto Arancibia (sous le nom de Xenia Monti)

## Iconographie
- Photographies d'Alfredo Molina Lahitte, Biblioteca Nacional de Chile[23]
- Reportage « Regalo de Francia », 1955, Archivo General de la Nación Argentina[24]

## Sources
: document utilisé comme source pour la rédaction de cet article.
- Max Favalelli, « Quand Xenia Monty pose pour Brenot », Voici Paris,‎ février 1950 (lire en ligne)